# トンマーゾ2世 (サルッツォ侯)

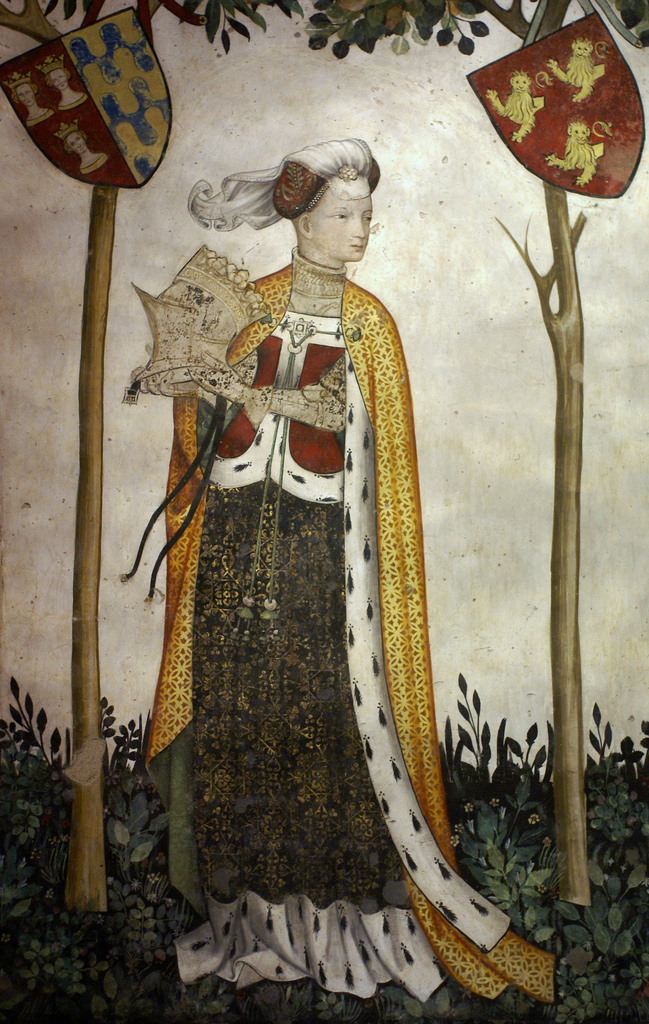
妃リッチャルダ・ヴィスコンティ

トンマーゾ2世（イタリア語：Tommaso II, 1304年 - 1357年8月18日）は、サルッツォ侯（在位：1336年 - 1357年）。

## 生涯
父はサルッツォ侯フェデリーコ1世、母はヴィエノワのドーファン・アンベール1世・ド・ラ・トゥール・デュ・パンの娘マルグリットである。
サルッツォ侯位の継承に際し、叔父マンフレード5世と争った。その争いは、教皇派と皇帝派の対立の一部であった。トンマーゾ2世はヴィスコンティ家のリッチャルダと結婚し皇帝派であったのに対し、叔父マンフレード5世はナポリ王ロベルト1世の支援を受け教皇派に属していた。このため、ロベルト1世は北部における皇帝派（とヴィスコンティ家）の勢力を弱めるため、サルッツォに向かい町を包囲した。ロベルト1世は町を奪い略奪を行い、トンマーゾ2世を投獄した。トンマーゾ2世は身代金を支払わねばならなかった。この一連の出来事はシルヴィオ・ペッリコにより著されている。
1347年、トンマーゾ2世はモンフェッラート侯ジョヴァンニ2世およびヴィエノワのドーファン・アンベール2世によるサヴォイア攻撃、およびロベルト1世の死後に北イタリアのアンジュー家の領地の獲得に参加した。この戦争を終結させた1348年の条約は関係者を満足させるものではなかった。トンマーゾ2世は以前よりのサヴォイア伯に対する忠誠だけでなく、ヴィスコンティ家に対する忠誠も負うこととなった。

## 結婚と子女
ミラノ僭主ガレアッツォ1世・ヴィスコンティとベアトリーチェ・デステの娘リッチャルダと結婚した。ベアトリーチェ・デステはオビッツォ2世・デステの娘であった。2人の間には以下の子女が生まれた。
- フェデリーコ2世（1332年 - 1396年） - サルッツォ侯
- ガレアッツォ（1333年 - ?） - 早世したとみられる
- アッツォーネ（1336年頃 - 1426年）
- エウスターキオ（1405年没） - モンテロッソ・グラーナ、オンチーノ、パエザーナ、クリッソーロ、サンフロントおよびカステラールの領主
- コンスタンツォ
- ジャコモ
- ルキーナ - ジョヴァンニ・ベッカリアと結婚
- ベアトリーチェ - ヴィッラファッレット領主アントニオ・ファレットと結婚
- ペンテシレア - ルドヴィーコ・デ・キエーザ
- アナ - 修道女

また、以下の庶子がいる。
- ルキーノ - サヴォイア伯の従者